# الدوري السويدي الدرجة الثانية 1970
الدوري السويدي الدرجة الثانية 1970 (بالسويدية: Division II i fotboll 1970)‏ هو موسم من الدوري السويدي الدرجة الثانية. فاز فيه IFK Luleå ‏.